# Han Herred
Han Herred (el. Hanherred el. Hanherrederne) var et herred i området mellem Thy og Vendsyssel på den Nørrejyske Ø.
Oprindelig hørte herredet til Thysyssel. Senere hørte det til Aalborghus Len. I 1662 blev det lagt sammen med herrederne i Vendsyssel til Åstrup, Sejlstrup, Børglum Amt. I 1793 blev herredet endelig delt. Den vestlige del blev til Vester Han Herred under Thisted Amt, mens den østlige del blev til Øster Han Herred under Hjørring Amt. De to opdelte herreder betegnes også som Hanherrederne.
Blandt andre stednavne i området hvori betegnelsen Han- indgår, kan nævnes Hanstholm, Hanklit og Hannæs.
- Han Herreds våben (1584)
- Herredsegl fra 1584

57°06′N 9°18′Ø / 57.1°N 9.3°Ø